# Oreye
Oreye (nld. Oerle) – miejscowość i gmina (commune) w Belgii, w Regionie Walońskim, w prowincji Liège, w okręgu Waremme. 1 stycznia 2024 roku liczyła 4028 mieszkańców.

## Podział administracyjny
W skład gminy wchodzą cztery dzielnice (section):
- Bergilers (Belliek)
- Grandville (Nederliek)
- Lens-sur-Geer
- Otrange (Wouteringen)